# 소악자
소악자(蕭樂子, 생몰년 미상), 자는 규자(閨子), 동해군(東海郡) 난릉현(蘭陵縣) 중도향(中都鄕) 중도리(中都里) 출신으로 동진의 관료이며, 남제를 세운 소도성의 조부, 소승지의 부친이다.

## 생애
소악자의 조부 소할과 부친 소준은 영가의 난이 일어나자 강을 건너 진릉군(晉陵郡) 무진현(武進縣) 동성리(東城里)로 이주하였다. 이후 강을 기점으로 본토인이 강의 반대편, 소씨 가문을 비롯한 이주인이 본토에 정착하여 남난릉군(南蘭陵郡)이 되었다. 이후 소악자는 동진의 보국장군부참군(補國將君府參軍)을 지냈으며 그의 아들 소승지는 유송의 우장군(右將軍)을 지냈다.
478년 유송 순제에 의해 태상(太常)으로 추증되었고, 479년 손자 소도성이 남제를 건국하자 태상부군(太常府君)으로 추존되어 칠묘에 위패가 안치되었다.
502년 남제 화제가 소연에게 양위하여 남제가 멸망하자 태상부군의 묘역은 철거되었다.

## 가족
- 부친: 즉구부군(即丘府君) 소준
- 모친: 불명
- 아들: 선제(宣帝) 소승지
- 손자: 고제(高帝) 소도성